# Pietro Crespi
Pietro Crespi (Milano, 7 dicembre 1897 – Monte Pertica, 27 ottobre 1918) è stato un militare italiano, insignito della medaglia d'oro al valor militare.

## Biografia
Interrotti gli studi, nell'ottobre 1916 fu arruolato nel Regio esercito in forza al 79º Reggimento fanteria, che era impegnato nei combattimenti sul monte Pasubio, nel corso della prima guerra mondiale. L'anno successivo, dopo aver frequentato il corso preparatorio a Brescia, fu nominato aspirante ufficiale di complemento, tornando poi al fronte con la 772ª Compagnia mitraglieri Fiat. Per il valore mostrato in diverse battaglie fu decorato con la medaglia di bronzo.
Dopo un periodo di convalescenza per una grave ferita riportata a Grazigna, nella battaglia sul fronte dell'Isonzo dell'ottobre 1917, riprese servizio con il grado di sottotenente, e al comando della 3ª sezione della 1518ª Compagnia mitraglieri FIAT partecipò ai combattimenti sul monte Grappa. Il 27 ottobre 1918, alla guida del suo gruppo riuscì a portare a termine la missione di raggiungere la vetta, sotto attacco da parte degli austriaci, posizionando le armi e rispondendo al fuoco. Mentre si profilava la vittoria delle truppe italiane, fu colpito a morte.
Alcuni giorni dopo ebbe la promozione post mortem al grado di tenente e il diploma di perito edile ad honorem, e il 30 novembre 1924 gli fu conferita la medaglia d'oro al valor militare alla memoria.. Il comune di Milano gli ha intitolato una strada.
Al Sottotenente Pietro Crespi è dedicata una caserma a Imperia, dal 1º luglio 1958 sede del comando del 89º Reggimento Fanteria "Salerno", adibito a Centro Addestramento Reclute (CAR)